# Phyllogobius platycephalops
A Phyllogobius platycephalops a csontos halak (Osteichthyes) főosztályának a sugarasúszójú halak (Actinopterygii) osztályába, ezen belül a sügéralakúak (Perciformes) rendjébe, a gébfélék (Gobiidae) családjába és a Gobiinae alcsaládjába tartozó faj.
Nemének egyetlen faja.

## Előfordulása
A Phyllogobius platycephalops az Indiai-óceánban, Mozambik környékén, valamint a Csendes-óceán nyugati részén, Indonézia, a Fülöp-szigetek és a Salamon-szigetek partmenti vizeiben fordul elő. A Nagy-korallzátonyon is van állománya.

## Megjelenése
Ez a hal legfeljebb 5 centiméter hosszú. Hátúszóján 7 tüske van. Teste majdnem átlátszó, rajta halvány vörös vagy fekete pettyek láthatók. A hátán, vörös pettyekből két hosszanti sor van. Hosszú oldalvonala szintén vörös pettyekből áll. A felső ajkától a szeméig vörös csík húzódik. Szeme mögött U alakú vöröses minta látható. Farokúszója lekerekített.

## Életmódja
A Phyllogobius platycephalops a trópusi korallzátonyokon él. A Phyllospongia szivacsnembe tartozó fajokon tartózkodik.